# God Put a Smile upon Your Face
God Put a Smile upon Your Face – piosenka rockowej grupy Coldplay, pochodząca z jej wydanego w 2002 roku albumu, A Rush of Blood to the Head. 14 lipca 2003 roku została wydana jako czwarty singel pochodzący z tej płyty. Regionalne wydania dostępne były w Europie, Kanadzie i Australii, z kolei wydania promo CD ukazały się w Stanach Zjednoczonych i Wielkiej Brytanii. Okładkę wydania singla stanowiło zdjęcie gitarzysty grupy, Jonny'ego Bucklanda, zrobione przez Sølve’a Sundsbø.
Tytuł piosenki pierwotnie brzmiał „Your Guess Is As Good As Mine”, a obecna nazwa powstała tuż przed umieszczeniem utworu na albumie.
W niektórych regionach singel ukazał się w specjalnym systemie ochronnym Copy Control.
Podczas jednego z koncertów Coldplay w Sztokholmie, 7 listopada 2005 roku, Chris Martin wytłumaczył, że „God Put a Smile upon Your Face” została napisana właśnie w Sztokholmie, cztery lata wcześniej.
Do piosenki nakręcony został wideoklip, który wyreżyserował, podobnie jak teledysk „The Scientist”, Jamie Thraves.
Angielski DJ Mark Ronson stworzył własny cover piosenki, który następnie ukazał się na jego albumie Version.

## Lista utworów
- Międzynarodowe wydanie singla.

1. „God Put a Smile upon Your Face”
2. „Murder”

- Australijskie wydanie singla.
  - CD 5528242 wydane 7 lipca 2003 przez Capitol Records.

1. „God Put a Smile upon Your Face” – 4:58
2. „Murder” – 5:36
3. „Politik” (na żywo) – 6:44
4. „Lips Like Sugar” (na żywo) – 4:52